# St. Martin’s Lane
St. Martin’s Lane – ulica w centrum Londynu, na obrzeżach dzielnicy Covent Garden. Jej początek znajduje się przy kościele St. Martin-in-the-Fields, od którego pochodzi nazwa ulicy, a kończy się przy Long Acre. 
Wąska ulica ze stosunkowo niewielkim ruchem jest domem English National Opera w Coliseum Theatre, kilku teatrów, antykwariatów, sklepów z antykami, restauracji i kawiarni.
W XVI i XVII wieku ulica zamieszkiwana była przez znane osobistości, byli wśród nich: holenderski malarz Daniël Mijtens, angielski poeta John Suckling, angielski fizyk Edmund Dickinson, lekarz George Wakeman, angielscy malarze: James Thornhill, Francis Hayman, Joshua Reynolds, William Hogarth, Johann Heinrich Füssli i francuski rzeźbiarz Louis-François Roubiliac.